# Amazontrast
Amazontrast (Turdus lawrencii) är en fågel i familjen trastar inom ordningen tättingar.

## Utseende och läte
Amazontrasten är en mörkbrun trast med gul näbb och en tydlig gul ögonring. Sången består av härmningar från andra fåglar; en enda individ kan ha över 70 ljud i sin repertoar.

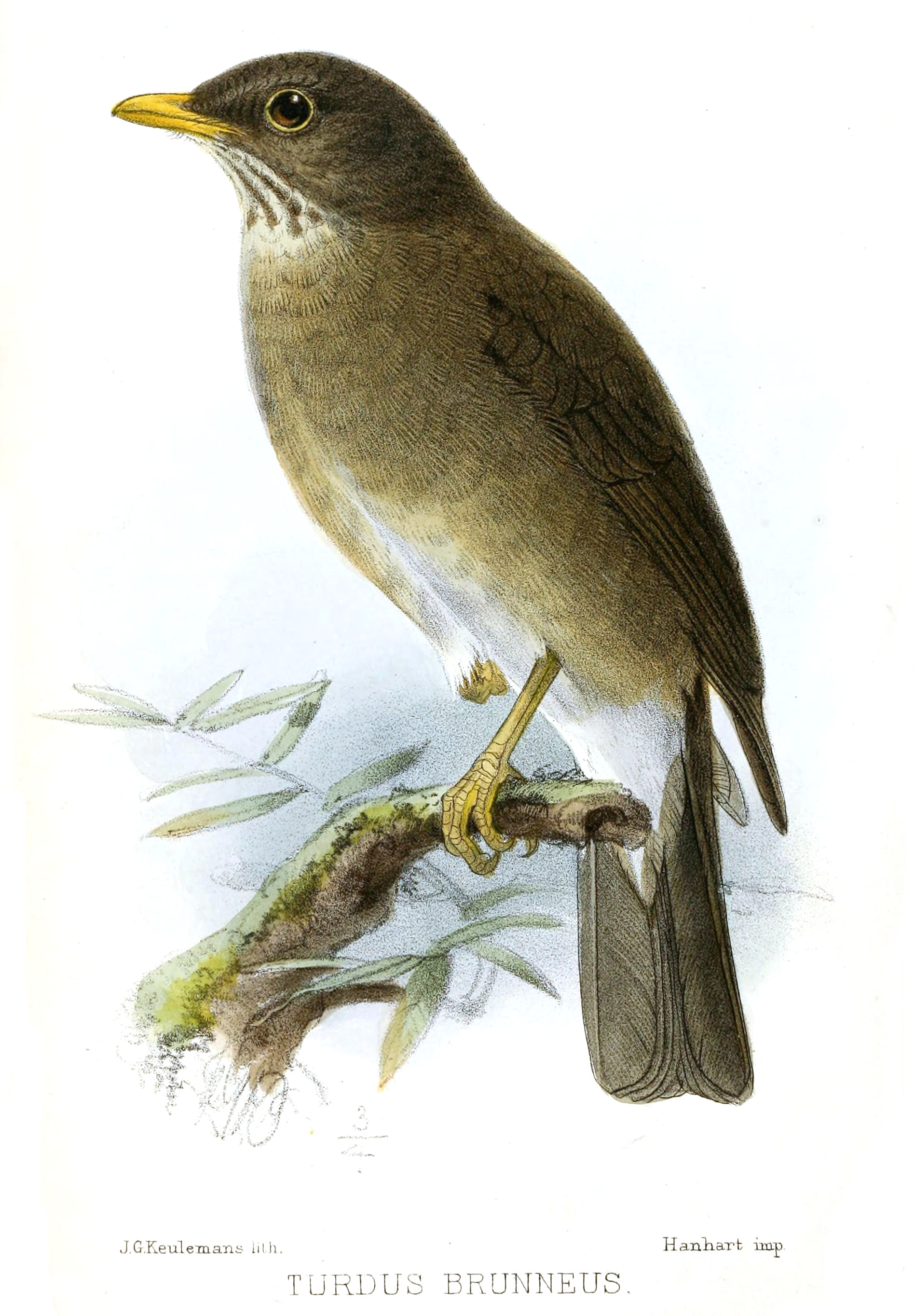

## Utbredning och systematik
Fågeln förekommer från sydöstra Colombia till norra Bolivia, södra Venezuela och västra Amazonområdet i Brasilien. Den behandlas som monotypisk, det vill säga att den inte delas in i några underarter.

## Levnadssätt
Amazontrasten hittas i högväxt skog, framför allt intill rinnande vattendrag. Den sjunger från en sittplats högt i ett träd och kan därför vara svår att få syn på.

## Status och hot
Arten har ett stort utbredningsområde, men tros minska i antal, dock inte tillräckligt kraftigt för att den ska betraktas som hotad. Internationella naturvårdsunionen IUCN listar arten som livskraftig (LC).

## Namn
Fågelns vetenskapliga artnamn hedrar George Newbold Lawrence (1806-1895), amerikansk affärsman och ornitolog.